# Ушуль
Ушуль (Uxul) — город майя, располагавшийся на территории современной Мексики.

## Расположение
Ушуль (Uxul) расположен на Юкатанском полуострове (территория современного мексиканского штата Кампече), в 4 км от границы с Гватемалой.
Он находится в густонаселенном регионе между городами Эль-Мирадором на юге и Калакмулом на северо-востоке.

## Общие сведения
Город был открыт в 1934 году исследователями Карлом Руппертом и Джоном Денисоном из Института Карнеги.
По данным археологов, город был населен в течение нескольких эпох существования цивилизации майя. Он имел торговые связи с дальними соседями (территория современной Северной Гватемалы и Мексиканского нагорья). Период его расцвета приходится на 250—900 гг. н. э.
Найденные записи свидетельствуют о том, что в 630 года н. э. Ушуль был аннексирован и находился под управлением Калакмула, одного из самых крупных в то время городов майя, который находился в 26 км от него.
В городе проживало около 2000 человек

## Археологические находки
Найдены остатки двух сооружений, напоминающих водохранилища. Имеют форму квадрата, каждый из которых около 100 метров на 100 метров. Дно каждого резервуара вместительностью 20 тыс. м3 выложено керамическими черепками, а стены облицованы известняком. Возраст-около 1,5 тыс. лет.